# Naturdenkmal Alter Teich
Das Naturdenkmal Alter Teich ist ein Naturdenkmal am Rande der Wolfsburger Stadtteile Teichbreite, Tiergartenbreite und Vorsfelde. Die Unterschutzstellung des rund 5 ha großen Teichs erfolgte 1978, um das vielfältige Tier- und Pflanzenleben in der einstigen Tongrube einer Ziegelei vor einer möglichen Nutzung als Mülldeponie zu bewahren.

## Beschreibung
Entstanden ist der Teich in früheren Jahrhunderten als Tonentnahmestelle für eine Ziegelei, in der sich später Wasser sammelte. Der Alte Teich ist bereits in historischen Karten etwa aus dem 16. Jahrhundert unter diesem Namen genannt, ebenso wie der wenige hundert Meter entfernt liegende Neue Teich. 300 m nördlich des Alten Teichs gab es bis um 1970 eine Ziegelei und weitere Tonentnahmestellen, die später mit Abfällen verfüllt wurden. Zur Anlage des Teiches ist auf seiner Westseite ein Damm aufgeschüttet worden, um den Wasserabfluss zu verhindern. Der flache Ostbereich ist im Laufe der Zeit verlandet. Gespeist wird der Teich von einem Entwässerungsgraben von nahe liegenden Feldern. Der Teichablauf führt zum Neuen Teich.
Der kleinräumige Teich besitzt für die Anwohner der nahen Wohngebiete eine große Anziehungskraft als Erholungsgebiet. An dem idyllisch gelegenen Gewässer mit großflächigen Schilfbeständen besteht eine vielfältige Tierwelt, insbesondere an Vögeln. Eine Zufahrt führt nicht bis unmittelbar an den Teich heran. Ein Zugang ist über die Kreisstraße K 51 zwischen den Wolfsburger Stadtteilen Tiergartenbreite und Vorsfelde möglich.
An der Südseite des Teichs finden sich noch alte Grenzsteine, die hier bis 1864 ihre Gültigkeit hatten. Das angestaute Gewässer selbst gehörte zur preußischen Enklave von Schloss Wolfsburg, der südliche Bereich zum Herzogtum Braunschweig.

## Bildergalerie

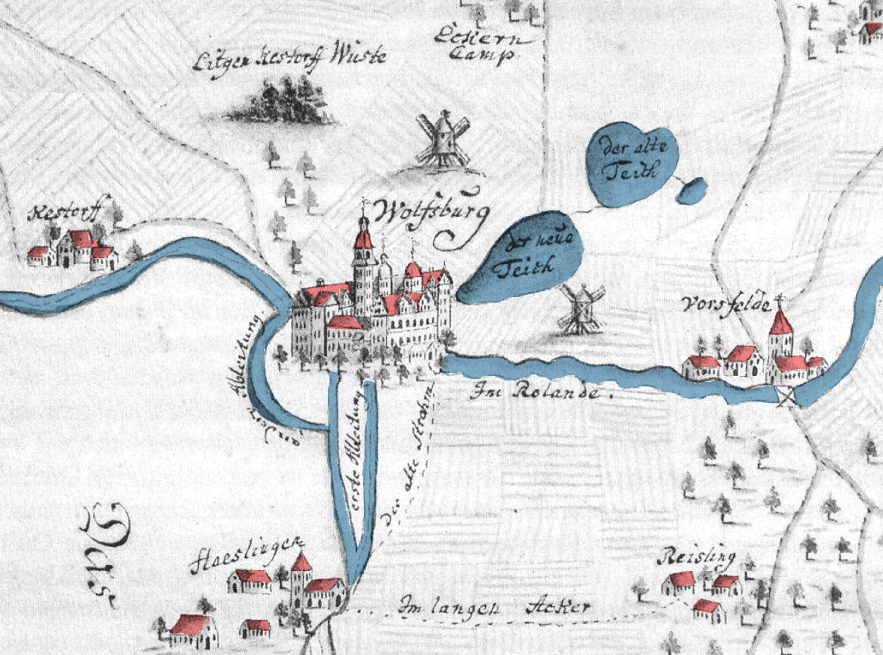
Karte vom Umland von Schloss Wolfsburg mit dem Alten Teich, etwa 16. Jahrhundert (farbig nachkoloriert)
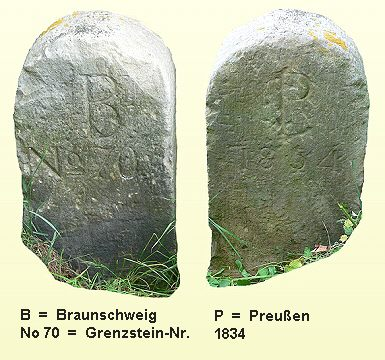
Grenzsteine von 1834 am Teich
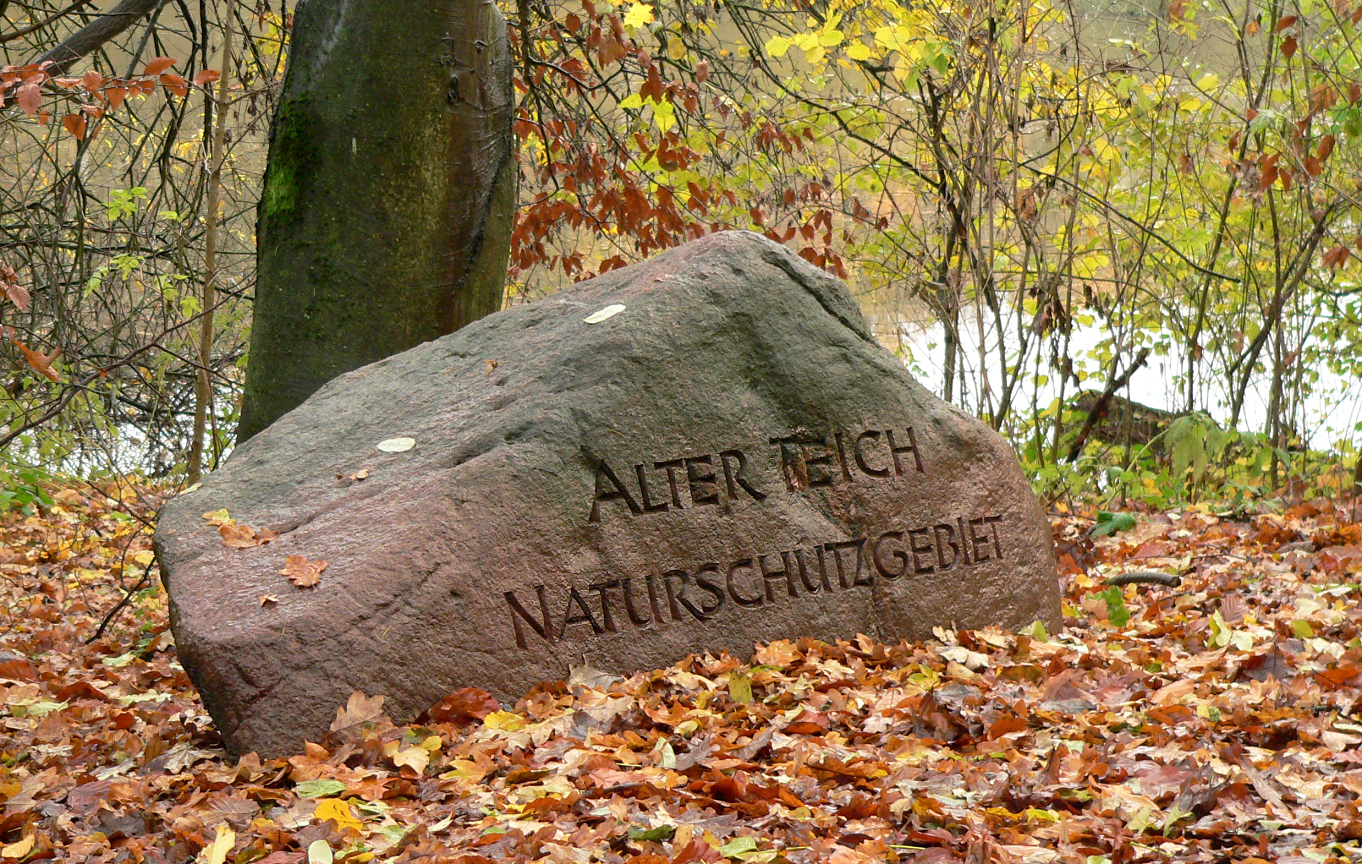
Stein mit dem Hinweis Naturschutzgebiet
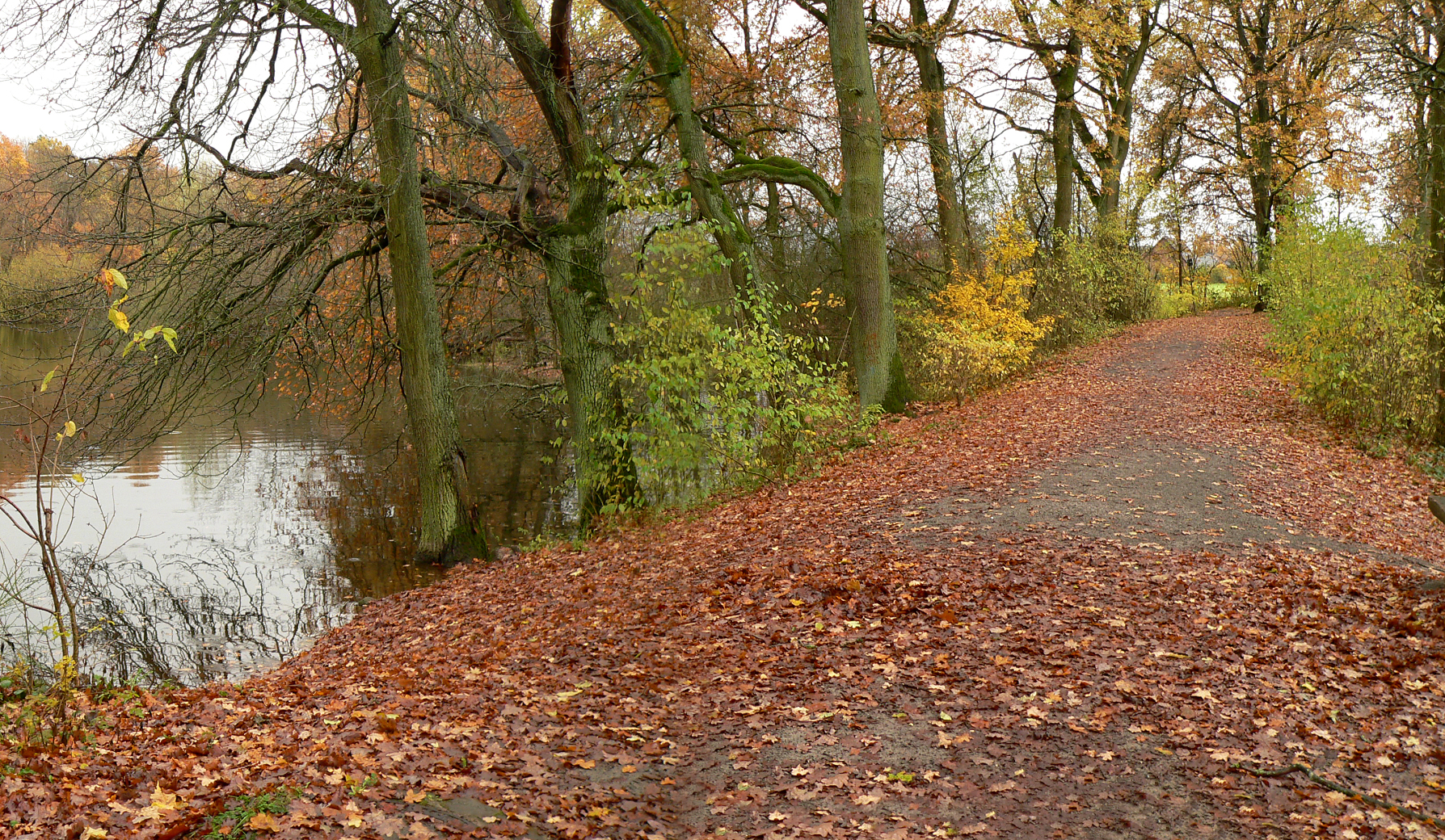
Erddamm des Teichs